# С любовью, Саймон
«С любовью, Саймон» (англ. Love, Simon) — американская комедийная драма режиссёра Грега Берланти, основанная на романе Бекки Альберталли «Саймон и программа Homo sapiens». Премьера в США состоялась 16 марта 2018 года.
Хотя в российский прокат фильм не попал, оригинальный роман Альберталли был издан в России в тот же год.

## Сюжет
Старшеклассник Саймон скрывает от друзей свою гомосексуальность, но его переписка с анонимным возлюбленным попадает в чужие руки. Школьный «клоун» Мартин угрожает разоблачить Саймона, если тот не поможет ему завязать роман с местной красавицей.

## В ролях
- Ник Робинсон — Саймон Спир[4]
  - Брайсон Питтс — 10-летний Саймон
  - Най Рейнольдс — 5-летний Саймон
- Кэтрин Лэнгфорд — Леа Бёрк, лучшая подруга Саймона[5]
- Александра Шипп — Эбби Суссо, подруга Саймона[6]
- Хорхе Лендеборг мл. — Ник Иснер, лучший друг Саймона, влюблённый в Эбби
- Майлс Хейзер — Кэл Прайс, одноклассник Саймона[7]
- Кинан Лонсдейл — Брэм Гринфилд, друг и одноклассник Саймона[8]
- Логан Миллер — Мартин Эддисон, одноклассник и шантажист Саймона[9][10]
- Дрю Старки — Гаррет Лафлин, один из одноклассников Саймона[11]
- Дженнифер Гарнер — Эмили Спир, мать Саймона[12]
- Джош Дюамель — Джек Спир, отец Саймона
- Тони Хейл — мистер Уорт, учитель Саймона[13]
- Талита Бейтман — Нора Спир, сестра Саймона[14]
  - Скай Моубрей — Нора в 6 лет
- Наташа Ротуэлл — миссис Олбрайт
- Кларк Мур — Этан
- Маккензи Линтц — Тайлер
- Джои Поллари — Лайл, официант из «Waffle House»

## Производство
Компания Fox 2000 приобрела права на адаптацию романа 29 октября 2015 года. 6 сентября 2016 года на роль режиссёра был выбран Грег Берланти.

### Съёмки
Основные съёмки начались 6 марта 2017 года в Атланте, штат Джорджия. 21 марта на съёмках была замечена Дженнифер Гарнер. 23 апреля 2017 года съёмки официально были завершены.

### Маркетинг
28 ноября 2017 года вышел первый трейлер.

## Саундтрек
Саундтрек к фильму будет включать музыку Bleachers, Троя Сивана, Эми Шарк, Брентона Вуда, The 1975, Нормани Хэмилтон, Кхалида и других. Первым треком, выпущенным из саундтрека, был «Alfie’s Song (Not So Typical Love Song)» группы Bleachers.
| №   | Название                                     | Исполнитель        | Длительность |
| --- | -------------------------------------------- | ------------------ | ------------ |
| 1.  | «Alfie's Song (Not So Typical Love Song)»    | Bleachers          | 3:01         |
| 2.  | «Rollercoaster»                              | Bleachers          | 3:12         |
| 3.  | «Never Fall in Love»                         | Джек Антонофф и MØ |              |
| 4.  | «Strawberries & Cigarettes»                  | Трой Сиван         |              |
| 5.  | «Sink In»                                    | Эми Шарк           |              |
| 6.  | «Love Lies»                                  | Халид и Нормани    | 3:23         |
| 7.  | «The Oogum Boogum Song»                      | Брентон Вуд        | 3:07         |
| 8.  | «Love Me»                                    | The 1975           | 3:42         |
| 9.  | «I Wanna Dance with Somebody (Who Loves Me)» | Уитни Хьюстон      | 4:50         |
| 10. | «Someday at Christmas»                       | The Jackson 5      | 2:44         |
| 11. | «Wings»                                      | Haerts             | 4:58         |
| 12. | «Keeping a Secret»                           | Bleachers          |              |
| 13. | «Wild Heart»                                 | Bleachers          | 3:20         |

## Релиз
Премьера фильма состоялась на кинофестивале Марди Гра 27 февраля 2018 года, а официально в прокат фильм был выпущен в США 16 марта 2018 года студией «20th Century Fox». Фильм исторически значим тем, что стал первым в истории фильмом, выпущенным крупной студией, сюжет которого фокусируется на подростковом гей-романе.

## Критика
Критики положительно встретили фильм, множество из которых сравнило его с подростковыми фильмами Джона Хьюза. На сайте Rotten Tomatoes фильм имеет рейтинг 91 % на основе 92 рецензий со средним баллом 7,4 из 10. На сайте Metacritic фильм имеет оценку 73 из 100 на основе 35 рецензий критиков, что соответствует статусу «в целом положительные отзывы».

## Спин-офф
17 июня 2020 года, на онлайн-платформе Hulu состоялась премьера сериала «С любовью, Виктор», который является спин-оффом к фильму «С любовью, Саймон». Ник Робинсон, исполняющий главную роль в фильме «С любовью, Саймон», является продюсером сериала «С любовью, Виктор», а также он принимал непосредственное участие в съемках сериала.